# 3.ª Guerra Mundial (DC Comics)
A Terceira Guerra Mundial (do inglês: World War III - WWIII) é o título de duas sagas em quadrinhos publicadas pela DC Comics, que envolveu muitos dos heróis do Universo DC, integradas nas séries de quadrinhos 52 e Liga da Justiça da América.pagina 5.
A primeira, publicada no ano 2000, foi um arco da série da Liga da Justiça. Já a segunda, de 2007, foi uma série autônoma limitada.

## 52
O título World War III também foi usado em 2007 para uma minissérie de 4 capítulos escrita por Keith Champagne (#1-2) e John Ostrander (#3-4), e ilustrada por Pat Olliffe e Tom Derenick, com capas de Ethan Van Sciver.
Ela conta a história da fúria do Adão Negro contra a humanidade depois que sua família foi assassinada, e ele só pode ser parado quando uma legião de super-heróis combinou suas forças. A série limitada foi parte da série semanal de quadrinhos da DC, 52, ocorrendo na "Semana 50" da série, que aconteceu no ano perdido após Infinite Crisis. De fato, 52 foi criada para explicar muitas das mudanças drásticas que ocorreram no Universo DC durante esse ano perdido, no entanto, a série evoluiu noma direção bem diferente, focando em um desenvolvimento próprio de personagens e, por consequência, World War III foi concebida para revisitar o objetivo original da série e explicar o que houve.

## Edições
Ambas histórias foram coletadas dos livros:
- JLA Vol. 6: World War III (collects JLA #34-41, 2000, ISBN 1-56389-618-4)
- DC: World War III (collects 52 Week 50 and World War III four-issue mini-series, 2007, ISBN 1-4012-1504-1)

Além da história da Terceira Guerra Mundial na série 52, esta também foi dividida em quatro edições especiais:
1. Call to Arms (em português: "Chamada às armas") por Keith Champagne e Pat Olliffe;
2. The Valiant (em português: "O valente") por Keith Champagne e Andy Smith);
3. Hell is for Heroes (em português: "O inferno é para heróis") por John Ostrander e Tom Derenick, e;
4. United We Stand (em português: "Unidos nós estamos") por John Ostrander e Jackson Judd).

Estes especiais ocorreu em paralelo a série 52 #50, que ocorre em tempo real, assim não representam os números #53 a #56 da mesma. Pois a intenção da editora era mostrar a Guerra de maneira rápida com os quatro especiais simultâneos.

## Consequência
Uma das conseqüências desta guerra mundial será a criação de um novo Esquadrão Suicida, equipe de vilões controlada pelo governo (que ganhou uma minissérie própria, escrita por John Ostrander).